# Ava Addams
Ava Addams (Gibraltar, Reino Unido; 16 de septiembre de 1979) es una actriz pornográfica y modelo erótica británica de ascendencia francesa.

## Biografía
Ava Addams, nombre artístico de Alexia Roy, nació en Gibraltar en septiembre de 1979, hija de padres franceses. Creció en la ciudad estadounidense de Houston (Texas). Además de ascendencia francesa, también tiene orígenes italianos.
Addams trabajó en su juventud como modelo y actriz, grabando comerciales y haciendo teatro.
Antes de debutar como actriz, Ava Addams trabajó en una consulta médica de Houston (Texas), realizando el registro de datos y comunicación con los pacientes y con las compañías aseguradoras de estos.
Comenzó trabajando como modelo fetichista y erótica para Playboy, debutando en la industria pornográfica en 2008, a los 29 años. Rodaba primero escenas lésbicas y de masturbación cuando conoció a la también actriz porno Renna Ryann, quien la ayudó a encontrar trabajo en Reality Kings. Está representada por la agencia LA Direct Models.
Addams fue una de las siete actrices pornográficas (junto a Julia Ann, Jayden Jaymes, Alexis Texas, Kristina Rose, Rachel Starr y Gina Lynn) mencionadas en la canción YouPorn.com Anthem de Brian McKnight.
En 2011, la revista Complex la situó en el puesto 94.º de su lista The Top 100 Hottest Porn Stars (Right Now).
En 2016 rodó Ava's All In, película en la que grabó su primer gang bang y por la que fue nominada en 2017 en los Premios AVN a la Mejor escena de sexo en grupo y en los Premios XBIZ a la Mejor escena de sexo en película gonzo.
Se retiró en el año 2022 y alcanzó a rodar más de 770 películas.
Alguno de sus trabajos destacados son Abigail Loves Girls, Beautifully Stacked, Big Tit Milfs 2, Broken Vows 3, Candy Lickers, Cougar Sightings, Doctor MILF, I'm Gonna Bang Your Mother, Let's Play Doctor 2, MILF Fidelity, Prime MILF, She's A Handful 4 o Unfaithful Wives 4.

## Premios y nominaciones
| Año  | Ceremonia             | Resultado | Premio | Trabajo                        |
| ---- | --------------------- | --------- | --- | ------------------------------ |
| 2012 | Premios AVN           | Nominada  | Artista MILF/Cougar del año | —                              |
| 2013 | Premios AVN           | Nominada  | Mejor escena de sexo en grupo (con Vanilla DeVille, Francesca Le, Veronica Avluv y Keiran Lee)                                           | Big Tits at Work 14            |
| 2013 | Premios AVN           | Nominada  | Artista MILF/Cougar del año | —                              |
| 2013 | Sex Awards            | Nominada  | Mejor cuerpo porno | —                              |
| 2013 | Premios XBIZ          | Nominada  | Artista MILF del año | —                              |
| 2014 | Premios AVN           | Nominada  | Mejor escena de sexo seguro (con Phoenix Marie, Diamond Kitty y Dorm Guys)                                                               | Dorm Invasion 5                |
| 2014 | Premios AVN           | Nominada  | Artista MILF/Cougar del año | —                              |
| 2014 | Nightmoves            | Nominada  | Mejor artista MILF | —                              |
| 2014 | Nightmoves Fan Awards | Nominada  | Mejor artista MILF | —                              |
| 2015 | Premios AVN           | Nominada  | Artista MILF/Cougar del año | —                              |
| 2015 | Premios AVN           | Nominada  | Premio fan: Estrella mediática | —                              |
| 2015 | Premios AVN           | Nominada  | Premio fan: MILF más caliente | —                              |
| 2015 | Nightmoves            | Ganadora  | Mejor artista MILF | —                              |
| 2015 | Nightmoves Fan Awards | Nominada  | Mejor artista MILF | —                              |
| 2015 | Premios XBIZ          | Nominada  | Artista MILF del año | —                              |
| 2015 | Premios XBIZ          | Nominada  | Mejor escena de sexo en película vignette                                                                                                | Doctor Milf                    |
| 2015 | Premios XRCO          | Nominada  | Artista MILF del año | —                              |
| 2016 | Premios AVN           | Nominada  | Artista MILF/Cougar del año | —                              |
| 2016 | Premios AVN           | Nominada  | Mejor escena de sexo en grupo (con Nikki Benz, Phoenix Marie, Romi Rain, Tory Lane, Erik Everhard, Ramón Nomar, Tommy Gunn y Toni Ribas) | Brazzers House                 |
| 2016 | Premios AVN           | Nominada  | Mejor escena escandalosa de sexo (con Abigail Mac)                                                                                       | SeXXXploitation of Abigail Mac |
| 2016 | Premios AVN           | Nominada  | Premio fan: MILF más caliente | —                              |
| 2016 | Nightmoves            | Nominada  | Mejor artista MILF | —                              |
| 2016 | Nightmoves            | Nominada  | Mejores pechos | —                              |
| 2016 | Nightmoves Fan Awards | Nominada  | Mejor artista MILF | —                              |
| 2016 | Nightmoves Fan Awards | Nominada  | Mejores pechos | —                              |
| 2016 | Premios XBIZ          | Nominada  | Artista MILF del año | —                              |
| 2016 | Premios XBIZ          | Nominada  | Mejor escena de sexo en película vignette                                                                                                | Tonight's Girlfriend 41        |
| 2016 | Premios XBIZ          | Nominada  | Mejor escena de sexo en película gonzo                                                                                                   | Brazzers House                 |
| 2016 | Premios XRCO          | Nominada  | Artista MILF del año | —                              |
| 2017 | Premios AVN           | Nominada  | Artista MILF/Cougar del año | —                              |
| 2017 | Premios AVN           | Nominada  | Mejor escena de sexo en grupo | Ava's All In                   |
| 2017 | Premios AVN           | Nominada  | Premio fan: MILF más caliente | —                              |
| 2017 | Premios XBIZ          | Nominada  | Artista MILF del año | —                              |
| 2017 | Premios XBIZ          | Nominada  | Mejor escena de sexo en película gonzo                                                                                                   | Ava's All In                   |
| 2018 | Premios AVN           | Nominada  | Premio fan: MILF más caliente | —                              |